# Station Jaworzno Niedzieliska
Station Jaworzno Niedzieliska is een spoorwegstation in de Poolse plaats Jaworzno.